# Да Силва, Алекс Энрике
Алекс Энрике да Силва (порт.-браз. Alex Henrique da Silva; род. 6 января 1982, Рибейран-Прету, Сан-Паулу, Бразилия), или просто Алекс — бразильский и армянский футболист, полузащитник. Выступал в национальной сборной Армении.

## Клубная карьера
Начинал играть в футбол в клубе «Ботафого» из своего родного города Рибейран-Прету. В 2001 году сыграл 4 матча в бразильской Серии А. В период выступлений Алекса «Ботафого» выступал очень слабо и скатился из Серии А в низшие лиги чемпионата штата Сан-Паулу. В 2005 году Алекс перешёл в клуб «Сан-Карлос», также игравший в чемпионате штата Сан-Паулу.
В 2006 году Алекс, вместе со своим соотечественником Клебером, перешёл в армянскую «Мику». Дебютный матч в чемпионате Армении он сыграл 14 апреля 2006 года против «Ширака». Алекс сразу стал основным игроком клуба и в своём первом сезоне стал обладателем Кубка и Суперкубка Армении и бронзовых медалей чемпионата страны.
В 2008 году бывший тренер «Мики» Армен Адамян, работавший старшим тренером в ульяновской «Волге», пригласил Алекса в российский клуб. Бразилец дебютировал в «Волге» 13 августа 2008 года в игре против «Анжи». Всего он провёл в первом дивизионе России на правах аренды пол-сезона, сыграв 16 матчей и забив 1 мяч, и вернулся обратно в «Мику».
По состоянию на 2014 год, Алексу принадлежит клубный рекорд «Мики» по числу проведённых матчей — 203 игры в чемпионате Армении, в конце 2012 года он опередил по этому показателю Грачья Микаеляна. В составе «Мики» Алекс стал двукратным обладателем Кубка Армении (2006, 2011) и двукратным серебряным призёром чемпионата страны.

## Международная карьера
В 2014 году Алекс получил гражданство Армении и принял предложение тренеров сборной страны выступать за национальную команду. 27 мая 2014 года он дебютировал в составе сборной Армении в матче против ОАЭ (4:3).

## Личная жизнь
Жена Лиджа, дочь Беатрис и сын Икаро. Алекс владеет несколькими языками, в том числе армянским и английским, немного говорит по-русски.

## Статистика
| Сезон   | Клуб              | Дивизион          | Лига  | Лига | Кубок | Кубок | Другие | Другие | Всего | Всего | Всего |
| Сезон   | Клуб              | Дивизион          | Матчи | Голы | Матчи | Голы  | Матчи  | Голы   | Матчи | Голы  |       |
| ------- | ----------------- | ----------------- | ----- | ---- | ----- | ----- | ------ | ------ | ----- | ----- | ----- |
| 2006    | Мика              | Чемпионат Армении | 27    | 6    |       |       | 2      | 0      | 29    | 6     |       |
| 2007    | Мика              | Чемпионат Армении | 26    | 8    |       |       | 4      | 1      | 30    | 9     |       |
| 2008    | Мика              | Чемпионат Армении | 11    | 0    |       |       | 1      | 0      | 12    | 0     |       |
| 2008    | Волга (Ульяновск) | Первый дивизион   | 16    | 1    |       |       | -      | -      | 16    | 1     |       |
| 2009    | Мика              | Чемпионат Армении | 24    | 5    |       |       | 2      | 0      | 26    | 5     |       |
| 2010    | Мика              | Чемпионат Армении | 27    | 3    | 3     | 0     | 2      | 0      | 32    | 3     |       |
| 2011    | Мика              | Чемпионат Армении | 24    | 3    | 7     | 1     | 2      | 0      | 31    | 4     |       |
| 2012/13 | Мика              | Чемпионат Армении | 38    | 4    | 6     | 0     | -      | -      | 42    | 4     |       |
| 2013/14 | Мика              | Чемпионат Армении | 26    | 3    | 4     | 0     | 2      | 0      | 32    | 3     |       |
| Всего   | Армения           | Армения           | 203   | 32   | 20    | 0     | 15     | 1      | 218   | 33    |       |
| Всего   | Россия            | Россия            | 16    | 1    |       |       | 0      | 0      | 16    | 1     |       |
| Итого   | Итого             | Итого             | 219   | 32   | 20    | 0     | 15     | 1      | 254   | 34    |       |